# Задорожный, Игорь Сергеевич
Игорь Сергеевич Задорожный (род. 1975) — майор Внутренних войск МВД России, участник второй чеченской войны, Герой России (2003).

## Биография
Игорь Задорожный родился 2 ноября 1975 года в Талды-Курганской области Казахской ССР. Окончил среднюю школу, затем учился в сельскохозяйственном техникуме в городе Прохладном Кабардино-Балкарской республики. В 1994—1999 годах учился во Владикавказском высшем военном училище Внутренних войск МВД РФ, после чего служил в Дальневосточном 21-м отряде специального назначения «Тайфун»
С 2000 года Задорожный совершил четыре командировки в Чечню для борьбы с бандформированиями. Принимал активное участие в 73 специальных операциях и 28 разведывательных выходах.
В январе 2003 года капитан Игорь Задорожный командовал 4-й штурмовой группой отряда специального назначения «Тайфун». 28 января 2003 года группа обнаружила базу боевиков в районе села Ялхой-Мокх и, при подходе к базе боевиков, сработал самодельный фугас, ему оторвало правую ногу, и получил ранение в другую ногу и правую руку. Принял решение на эвакуацию группы. При попытке выхода группы из данной точки, она попадает в засаду. Командир вызвал артиллерийский огонь, отсекая огнем артиллерии свою группу от боевиков . В результате стычки база боевиков была уничтожена, а Задорожный чудом остался жив, но поля боя не покинул, продолжая командовать действиями своих подчинённых. В результате действий группы поставленная задача была выполнена.
Задорожный был эвакуирован в госпиталь, где ему ампутировали вторую ногу и правую руку. Несмотря на полученную инвалидность, Задорожный не видел себя в другом месте, как не службе в спецназе и обратился к Главнокомандующему Внутренних войск Тихомирову В. В. с просьбой оставить его на военной службе.
Указом Президента Российской Федерации № 1335 от 11 ноября 2003 года за «мужество и героизм, проявленные при выполнении воинского долга в Северо-Кавказском регионе» капитан Игорь Задорожный был удостоен высокого звания Героя Российской Федерации с вручением медали «Золотая Звезда».
С 2003 года Задорожный служил в 8-м отряде специального назначения «Русь» ВВ МВД РФ, закончил службу начальником группы дознания. Несмотря на тяжелейшее ранение, в 2005 году у Игоря Задорожного родился сын — Никита, и позже ещё четверо сыновей: Даниил, Александр, Гавриил, Михаил. В 2021 году в семье Задорожных снова пополнение родился Михаил. В 2008 году, когда отряд был расформирован, Задорожный был уволен в запас в звании майора.
В настоящее время проживает в Москве, работает в должности руководителя военно-патриотического объединения «Ратники Отечества», занимается спортом, участвует в разработке методики восстановления инвалидов. В 2006 году Задорожный выступал на международном легкоатлетическом марафоне спортсменов-инвалидов в Нью-Йорке.

## Награды
- медаль «Золотая Звезда»;
- медаль «За воинскую доблесть» (МВД);
- медаль «За боевое содружество» (ФСБ);
- медаль «За отличие в службе» (МВД) III степени.
- краповый берет от 17 июня 2002 г. Приказ № 102